# Liste der Naturdenkmale im Kreis Unna
Die noch unvollständige Liste der Naturdenkmale im Kreis Unna nennt die in den Städten und Gemeinden im Kreis Unna in Nordrhein-Westfalen gelegenen Naturdenkmale.
2017 gab es im Kreis Unna über 480 als Naturdenkmal ausgewiesene das Orts- oder Landschaftsbild prägende Bäume.
Sie sind verteilt auf die Bebauungspläne und die acht Landschaftspläne des Landkreises.

## Naturdenkmale im Bereich der Landschaftspläne
Die nachfolgenden Einzelschöpfungen der Natur werden als Naturdenkmale festgesetzt:
Schutzzweck:
Die Festsetzungen erfolgen für alle Naturdenkmale gem. § 22 b LG zur Erhaltung ihrer Seltenheit, Eigenart oder Schönheit.

### Raum Lünen
Besondere Festsetzungen für die einzelnen Naturdenkmale:
| Nummer       | Bezeichnung                                | Lage | Koordinaten | Beschreibung/Bemerkung | Bild |
| ------------ | ------------------------------------------ | --- | ----------- | --- | ---- |
| ND 1         | Stieleiche (Quercus robur)                 | An einem Graben ca. 150 m südlich des Waldrandes der Alstedder Mark (Altlünen/2/24)                                                      | ()          | Es handelt sich um eine ca. 75 Jahre alte und ca. 14 m hohe Stieleiche mit einem Stammumfang von 250 cm und einem Kronendurchmesser von ca. 8 m. |      |
| ND 2         | Schwarzpappel (Populus nigra)              | Ca. 100 m südlich des Hanenbusches in Wethmar, ca. 350 m westlich der Straße Dreischfeld (Altlünen/11/42)                                | ()          | Es handelt sich um eine ca. 130 Jahre alte, ca. 22 m hohe Schwarzpappel mit einem Stammumfang von 390 cm und einem Kronendurchmesser von ca. 19 m. |      |
| ND 3         | Stieleiche (Quercus robur)                 | Am Waldrand nördlich der Brunnenstraße in Lippholthausen, ca. 50 m östlich der Zufahrt zu den Parkplätzen der VAW (Lippholthausen/3/125) | ()          | Es handelt sich um eine ca. 160 Jahre alte und ca. 20 m hohe Stieleiche mit einem Stammumfang von 300 cm und einem Kronendurchmesser von ca. 18 m. |      |
| ND 4         | Schwarzpappel (Populus nigra)              | Am Waldrand, ca. 20 m westlich vom Haus Moltkestraße 84 (Lünen/12/423)                                                                   | ()          | Es handelt sich um eine ca. 100 Jahre alte und ca. 29 m hohe Schwarzpappel mit einem Stammumfang von 400 cm und einem Kronendurchmesser von ca. 22 m. Sie hat eine ausgeprägte Krone.                                                                       |      |
| ND 5         | Schwarzpappel (Populus nigra)              | Ca. 205 m westlich der Graf-Adolf-Straße am nördlichen Lippeufer (Lünen/1/327)                                                           | ()          | Es handelt sich um eine ca. 70 Jahre alte und ca. 18 m hohe Schwarzpappel mit einem Stammumfang von 280 cm und einem Kronendurchmesser von ca. 12 m. Sie hat eine ausgeprägte Krone.                                                                        |      |
| ND 6         | Bergahorn (Acer pseudoplatanus)            | Ca. 40 m südlich der Lippe, ca. 200 m westlich der Brücke Graf-Adolf-Straße (Lünen/11/496)                                               | ()          | Es handelt sich um einen ca. 90 Jahre alten und ca. 16 m hohen Bergahorn mit einem Stammumfang von 315 cm und einem Kronendurchmesser von ca. 15 m. Er hat eine ausgeprägte Krone.                                                                          |      |
| ND 7         | Esche (Fraxinus excelsior)                 | Ca. 80 m westlich der Graf-Adolf-Straße am südlichen Böschungsfuß des Lippedeiches (Lünen/11/560)                                        | ()          | Es handelt sich um eine ca. 80 Jahre alte und ca. 17 m hohe Esche mit einem Stammumfang von 310 cm und einem Kronendurchmesser von ca. 15 m. Sie hat eine ausgeprägte Krone. Der Baum hat einige trockene Aste und eine größere Faulstelle am Stamm.        |      |
| ND 8         | entfällt                                   | |             | |      |
| ND 9         | entfällt                                   | |             | |      |
| ND 10        | Stieleiche (Quercus robur)                 | Am Wegrand, ca. 95 m westlich der Nicolaus-Groß-Schule (Lünen/13/85)                                                                     | ()          | Es handelt sich um eine ca. 130 Jahre alte und ca. 18 m hohe Stieleiche mit einem Stammumfang von 270 cm und einem Kronendurchmesser von ca. 16 m. |      |
| ND 11        | Rotbuche (Fagus sylvatica)                 | Ca. 200 m nördlich des Schwimmbades im Nordpark von Brambauer (Brambauer/6/684)                                                          | ()          | Es handelt sich um eine ca. 140 Jahre alte, ca. 25 m hohe Rotbuche mit einem Stammumfang von 330 cm und einem Kronendurchmesser von ca. 20 m. |      |
| ND 12        | Stieleiche (Quercus robur)                 | Ca. 60 m westlich der Dortmunder Straße (Lünen/14/2)                                                                                     | ()          | Es handelt sich um eine ca. 90 Jahre alte und ca. 12 m hohe Stieleiche mit einem Stammumfang von 290 cm und einem Kronendurchmesser von ca. 10 m in einer Gruppe mit zwei jüngeren Eichen.                                                                  |      |
| ND 13        | entfällt                                   | |             | |      |
| ND 14        | entfällt                                   | |             | |      |
| ND 15        | Rosskastanie (Aesculus hippocastanum)      | Ca. 45 m nördlich des Hauses Schwansbell, am Teichufer (Horstmar/10/123)                                                                 | ()          | Es handelt sich um eine ca. 125 Jahre alte und ca. 20 m hohe Rosskastanie mit einem Stammumfang von 294 cm und einem Kronendurchmesser von ca. 21 m. |      |
| ND 16        | Rosskastanie (Aesculus hippocastanum)      | Ca. 45 m nördlich des Hauses Schwansbell, am Teichufer (Horstmar/10/123)                                                                 | ()          | Es handelt sich um eine Rosskastanie mit einem Stammumfang von 275 cm und einem Kronendurchmesser von ca. 20 m. |      |
| ND 17        | Trompetenbaum (Catalpa bignonioides)       | Ca. 70 m nordwestlich des Hauses Schwansbell, 3 m von der Einzäunung entfernt (Horstmar/10/123)                                          | ()          | Es handelt sich um einen ca. 90 Jahre alten, ca. 7 m hohen Trompetenbaum mit einem Kronendurchmesser von ca. 10 m. Die Stammumfänge der beiden Stämmlinge betragen 124 und 115 cm.                                                                          |      |
| ND 18        | entfällt                                   | |             | |      |
| ND 19        | Silberlinde (Tilia tomentosa)              | Ca. 30 m südlich des Hauses Schwansbell (Horstmar/10/123)                                                                                | ()          | Es handelt sich um eine ca. 120 Jahre alte, ca. 24 m hohe Silberlinde mit einem Stammumfang von 265 cm und einem Kronendurchmesser von ca. 18 m. |      |
| ND 20        | Silberlinde (Tilia tomentosa)              | Ca. 50 m südwestlich des Hauses Schwansbell (Horstmar/10/123)                                                                            | ()          | Es handelt sich um eine ca. 120 Jahre alte, ca. 22 m hohe Silberlinde mit einem Stammumfang von 252 cm und einem Kronendurchmesser von ca. 14 m. |      |
| ND 21        | Tulpenbaum (Liriodendron tulipifera)       | Ca. 110 m südwestlich des Hauses Schwansbell                                                                                             | ()          | Es handelt sich um einen ca. 80 Jahre alten, ca. 20 m hohen Tulpenbaum mit einem Stammumfang von 208 cm und einem Kronendurchmesser von ca. 12 m. |      |
| ND 22        | Platane (Platanus acerifolia)              | Ca. 90 m südwestlich des Hauses Schwansbell (Horstmar/10/123)                                                                            | ()          | Es handelt sich um eine ca. 120 Jahre alte, ca. 22 m hohe Platane mit einem Stammumfang von 278 cm und einem Kronendurchmesser von ca. 18 m. |      |
| ND 23        | Platane (Platanus acerifolia)              | Ca. 100 m südwestlich des Hauses Schwansbell (Horstmar/10/123)                                                                           | ()          | Es handelt sich um eine ca. 120 Jahre alte, ca. 22 m hohe Platane mit einem Stammumfang von 263 cm und einem Kronendurchmesser von ca. 18 m. |      |
| ND 24        | Platane (Platanus acerifolia)              | Ca. 100 m südwestlich des Hauses Schwansbell                                                                                             | ()          | Es handelt sich um eine ca. 120 Jahre alte, ca. 22 m hohe Platane mit einem Stammumfang von 240 cm und einem Kronendurchmesser von ca. 18 m. |      |
| ND 25        | entfällt                                   | |             | |      |
| ND 26        | Edelkastanie (Castanea sativa)             | Ca. 200 m südlich des Hauses Schwansbell (Horstmar/10/124)                                                                               | ()          | Es handelt sich um eine ca. 140 Jahre alte, ca. 22 m hohe Edelkastanie mit einem Stammumfang von 290 cm und einem Kronendurchmesser von ca. 20 m. |      |
| ND 27        | entfällt                                   | |             | |      |
| ND 28        | Blutbuche (Fagus sylvatica ‘Atropurpurea’) | Ca. 200 m südlich des Hauses Schwansbell (Horstmar/10/124)                                                                               | ()          | Es handelt sich um eine ca. 150 Jahre alte, ca. 25 m hohe Blutbuche mit einem Stammumfang von 341 cm und einem Kronendurchmesser von ca. 28 m. |      |
| ND 29        | Rosskastanie (Aesculus hippocastanum)      | Mitten auf dem Hof Schulz-Gahmen (Gahmen/2/284)                                                                                          | ()          | Es handelt sich um eine ca. 90 Jahre alte, ca. 18 m hohe Rosskastanie mit einem Stammumfang von 260 cm und einem Kronendurchmesser von ca. 20 m. |      |
| ND 30        | Rosskastanie (Aesculus hippocastanum)      | Am Hof Schulz-Gahmen, an der östlichen Begrenzungsmauer (Gahmen/2/284)                                                                   | ()          | Es handelt sich um eine ca. 60 Jahre alte, ca. 15 m hohe Rosskastanie mit einem Stammumfang von 120 cm und einem Kronendurchmesser von ca. 8 m. |      |
| ND 31        | Rosskastanie (Aesculus hippocastanum)      | Am Hof Schulz-Gahmen, an der östlichen Begrenzungsmauer (Gahmen/2/284)                                                                   | ()          | Es handelt sich um eine ca. 80 Jahre alte, ca. 9 m hohe Rosskastanie mit einem Stammumfang von 240 cm und einem Kronendurchmesser von ca. 9 m. |      |
| ND 32        | Silberahorn (Acer saccharinum)             | Am Hof Schulz-Gahmen, an der südlichen Begrenzungsmauer (Gahmen/2/284)                                                                   | ()          | Es handelt sich um einen ca. 90 Jahre alten, ca. 16 m hohen Silberahorn mit einem Stammumfang von 230 cm und einem Kronendurchmesser von ca. 15 m. |      |
| ND 33–35, 37 | Vier Stieleichen (Quercus robur)           | Am Hof Schulz-Gahmen, an der östlichen Begrenzungsmauer (Gahmen/2/284)                                                                   | ()          | Es handelt sich um vier ca. 70 Jahre alte, ca. 16 m hohe Stieleichen mit Stammumfängen von 90 bis 120 cm. |      |
| ND 38        | Rotbuche (Fagus sylvatica)                 | Am Hof Schulz-Gahmen, an der östlichen Begrenzungsmauer (Gahmen/2/284)                                                                   | ()          | Es handelt sich um eine ca. Jahre alte, ca. m hohe Rotbuche mit einem Stammumfang von cm und einem Kronendurchmesser von ca. m. |      |
| ND 39        | Feldulme (Ulmus carpinifolia)              | Am Hof Schulz-Gahmen, an der östlichen Begrenzungsmauer                                                                                  | ()          | Es handelt sich um eine ca. 70 Jahre alte, ca. 16 m hohe Feldulme mit einem Stammumfang von 180 cm und einem Kronendurchmesser von ca. 9 m. |      |
| ND 40        | Edelkastanie (Castanea sativa)             | Am Hof Schulz-Gahmen, an der östlichen Begrenzungsmauer (Gahmen/2/284)                                                                   | ()          | Es handelt sich um eine ca. 70 Jahre alte, ca. 15 m hohe Edelkastanie mit einem Stammumfang von 295 cm und einem Kronendurchmesser von ca. 10 m. |      |
| ND 41        | entfällt                                   | |             | |      |
| ND 42        | Roteiche (Quercus rubra)                   | Nördlich der Zufahrt zum Hof Schulz-Gahmen (Gahmen/2/558)                                                                                | ()          | Es handelt sich um eine ca. 70 Jahre alte, ca. 15 m hohe Roteiche mit einem Stammumfang von 210 cm und einem Kronendurchmesser von ca. 10 m. |      |
| ND 43        | Rotbuche (Fagus sylvatica)                 | An der Einzäunung des Schwimmbades in Gahmen, südlich des Datteln-Hamm Kanals (Gahmen/1/409)                                             | (Karte)     | Es handelt sich um eine ca. 130 Jahre alte, ca. 20 m hohe Rotbuche mit einem Stammumfang von 400 cm und einem Kronendurchmesser von ca. 16 m. |      |
| ND 44        | entfällt                                   | |             | |      |
| ND 45        | Sommerlinde (Tilia platyphylla)            | Vor dem Haus Nr. 244 an der Dortmunder Straße (Brambauer/11/758)                                                                         | ()          | Es handelt sich um eine ca. 100 Jahre alte, ca. 18 m hohe Sommerlinde mit einem Stammumfang von 290 cm und einem Kronendurchmesser von ca. 19 m. Sie hat eine ausgeprägte Krone.                                                                            |      |
| ND 46        | Rotbuche (Fagus sylvatica)                 | 200 m nordwestlich von dem Haus Bergstraße 154 in freier Feldflur (Gahmen/1/375)                                                         | (Karte)     | Stammumfang von 520 cm und einem Kronendurchmesser von ca. 14 m. Sie hat zwei zusammengewachsene Stämme und eine ausgeprägte Krone. Der Baum, über 200 Jahre alt, ist als Napoleonsbuche bekannt. Schutzzweck: Die Festsetzung erfolgt auch gem. § 22 a) LG |      |
| ND 47        | entfällt                                   | |             | |      |
| ND 48        | entfällt                                   | |             | |      |
| ND 49        | Rotbuche (Fagus sylvatica)                 | Vor dem Haus Nr. 104 an der Brechtener Straße (Brambauer/10/277)                                                                         | ()          | Es handelt sich um eine ca. 160 Jahre alte, ca. 18 m hohe Rotbuche mit einem Stammumfang von 355 cm und einem Kronendurchmesser von ca. 16 m. |      |
| ND 50        | Rotbuche (Fagus sylvatica)                 | Vor dem Haus Nr. 104 an der Brechtener Straße                                                                                            | ()          | Es handelt sich um eine ca. 150 Jahre alte, ca. 18 m hohe Rotbuche mit einem Stammumfang von 300 cm und einem Kronendurchmesser von ca. 16 m. |      |
| ND 51        | Stieleiche (Quercus robur)                 | Ca. 400 m nordwestlich des Hofes Herrenthey, südlich Brambauer (Brambauer/9/588)                                                         | ()          | Es handelt sich um eine ca. 160 Jahre alte, ca. 16 m hohe Stieleiche mit einem Stammumfang von 300 cm und einem Kronendurchmesser von ca. 18 m. |      |
| ND 52        | Stieleiche (Quercus robur)                 | Auf einer Weide, ca. 200 m östlich der Jägerstraße am Zufahrtsweg zum Volkspark Lünen Süd (Altenderne/5/388)                             | ()          | Es handelt sich um eine ca. 130 Jahre alte, ca. 21 m hohe Stieleiche mit einem Stammumfang von 280 cm und einem Kronendurchmesser von ca. 14 m. Sie hat eine ausgeprägte Krone.                                                                             |      |
| ND 53        | Stieleiche (Quercus robur)                 | Ca. 60 m östlich der Jägerstraße am Zufahrtsweg zum Volkspark Lünen Süd                                                                  | ()          | Es handelt sich um eine ca. 120 Jahre alte, ca. 18 m hohe Stieleiche mit einem Stammumfang von 250 cm und einem Kronendurchmesser von ca. 14 m. Mehrere Äste sind unsachgemäß gekappt worden.                                                               |      |
| ND 54        | Stieleiche (Quercus robur)                 | Ca. 30 m östlich der Jägerstraße an einem Parkplatz (Altenderne/5/21)                                                                    | ()          | Es handelt sich um eine ca. 130 Jahre alte, ca. 20 m hohe Stieleiche mit einem Stammumfang von 280 cm und einem Kronendurchmesser von ca. 16 m. Sie hat eine ausgeprägte Krone. Die Eiche weist einen älteren Stammschaden auf.                             |      |
| ND 55        | Stieleiche (Quercus robur)                 | Ca. 120 m östlich der Jägerstraße am Zufahrtsweg zum Volkspark Lünen-Süd (Altenderne/5/388)                                              | ()          | Es handelt sich um eine ca. 120 Jahre alte, ca. 14 m hohe Stieleiche mit einem Stammumfang von 250 cm und einem Kronendurchmesser von ca. 16 m. Sie hat eine ausgeprägte Krone.                                                                             |      |

### Raum Werne-Bergkamen
Besondere Festsetzungen für die einzelnen Naturdenkmale:
| Nummer  | Bezeichnung     | Lage | Koordinaten | Beschreibung/Bemerkung                                                                                              | Bild |
| ------- | --------------- | --- | ----------- | --- | ---- |
| ND 1    | 1 Stieleiche    | 40 m westlich der Capeller Straße, an der Grenze zwischen zwei Äckern, ca. 250 m südlich der Abzweigung Schwannenweg (Werne-Stadt/12/130)                                          | ()          | |      |
| ND 2    | 1 Stieleiche    | Am nördlichen Rand eines Feldweges, ca. 100 m westlich des Kerstingweges (Werne-Stadt/10/50)                                                                                       | ()          | |      |
| ND 3    | 1 Stieleiche    | „Roggens Hüttenfeld“, ca. 150 m östlich der Münsterstraße, ca. 100 m südlich eines Bachgrabens (Werne-Stadt/16/2)                                                                  | ()          | |      |
| ND 4    | 1 Stieleiche    | Am Wegabzweig zu Hof Achtermann, 8 m nordöstlich vom Höltingweg, 3 m nordwestlich von der Zufahrt Achtermann (Werne-Stadt/11/124)                                                  | ()          | |      |
| ND 5    | 1 Stieleiche    | Nördlich des Höltingweges, ca. 25 m östlich des Zufahrtsweges zum Gehöft Mertens, Höltingweg 4 (Werne-Stadt/14/16)                                                                 | ()          | |      |
| ND 6    | 1 Stieleiche    | Ca. 25 m nordwestlich des Werenboldweges, gegenüber Hof Hülsmann, Werenboldweg 2 (Werne-Stadt/16/41)                                                                               | ()          | |      |
| ND 7    | 1 Traubeneiche  | 3 m vom Stallgebäude, 4,50 m südwestlich der Einfahrt zum Hof, Werenboldweg 2 (Werne-Stadt/20/66)                                                                                  | ()          | |      |
| ND 8    | 1 Traubeneiche  | Unmittelbar an der Nordwand des westlich gelegenen Wirtschaftsgebäudes des Hofes Rohkamp, Kasemannweg 2 (Werne-Stadt/20/13)                                                        | ()          | |      |
| ND 9    | 1 Stieleiche    | Ca. 20 m nördlich der Schlusenbecke, ca. 150 m südwestlich des Hofes Jücker, Wesseler Str. 7, innerhalb einer Feldhecke (Werne-Stadt/20/39)                                        | ()          | |      |
| ND 10   | 1 Stieleiche    | Ca. 10 m südöstlich des Waldrandes, ca. 200 m nordöstlich des Hofes Schulze-Froning, Froningholz 3 (Werne-Stadt/21/117)                                                            | ()          | |      |
| ND 11 a | 2 Hainbuchen    | Nördlich des südlichen Zufahrtsweges zum Hof Schulze-Froning, Froningholz 3, südwestlich eines Hofgebäudes (Werne-Stadt/21/117)                                                    | ()          | |      |
| ND 11 b | 1 Winterlinde   | Südwestlich der nördlichen Hofeinfahrt von Schulze-Froning, Froningholz, nördlich eines alten Hofgebäudes (Werne-Stadt/21/117)                                                     | ()          | |      |
| ND 12   | 1 Stieleiche    | 11 m östlich des Zufahrtsweges des Hofes Stiegenkamp 11, 9 m südlich eines Schuppens (Werne-Stadt/86/9)                                                                            | ()          | |      |
| ND 13   | 1 Stieleiche    | Ca. 30 m südlich der Nordbecke, ca. 50 m westlich des Halohweges (Werne-Stadt/86/37)                                                                                               | ()          | |      |
| ND 14   | 1 Stieleiche    | Ca. 175 m westlich der Münsterstraße, ca. 150 m nördlich des Gehöftes Frie, Butenlandwehr 53 (Werne-Stadt/21/85)                                                                   | ()          | |      |
| ND 17   | 3 Stieleichen   | Ca. 50 m nordwestlich des Beckwinkelweges, ca. 20 m südwestlich der Lohbecke, ca. 300 m östlich des Hofes Rosendahl, Rosendahler Weg 2 (Werne-Stadt/30/5)                          | ()          | |      |
| ND 19   | 1 Stieleiche    | 4 m nordwestlich vom Halohweg, 14 m nordöstlich vom Beckwinkelweg (Werne-Stadt/89/8)                                                                                               | ()          | |      |
| ND 20 a | 1 Stieleiche    | 2 m nordwestlich des alten Wohnhauses, Wesseler Riege 12 (Stockum/2/22) | ()          | |      |
| ND 20 b | 1 Stieleiche    | 6 m südöstlich des alten Wohnhauses, Wesseler Riege 12 (Stockum/2/22) | ()          | |      |
| ND 22   | 1 Stieleiche    | 30 m südwestlich der Gartenecke des Schulgebäudes an der Herberner Straße, ca. 60 m westlich des Nordbecker Dammes (Stockum/1/30)                                                  | ()          | |      |
| ND 23   | 1 Stieleiche    | Westlich der Einfahrt zu einem Hof, direkt an der Garagenwand, ca. 50 m südöstlich der Wesseler Straße, ca. 100 m nordöstlich des Hofes Sievert, Wesseler Straße 28 (Stockum/1/21) | ()          | |      |
| ND 24   | 1 Stieleiche    | Ca. 150 m nordwestlich des Rietbergweges, ca. 200 m östlich des Hofes Sievert, Wesseler Straße 28 (Stockum/1/21)                                                                   | ()          | |      |
| ND 25   | 1 Stieleiche    | Ca. 30 m östlich der Wesseler Straße, ca. 100 m südwestlich des Hofes Sievert, Wesseler Straße 28 (Stockum/1/19)                                                                   | ()          | |      |
| ND 26   | 1 Stieleiche    | Ca. 75 m westlich des Hofes Eickholt, Wesseler Straße 24, an einem kleinen Bachlauf (Stockum/1/17)                                                                                 | ()          | |      |
| ND 27   | 1 Stieleiche    | Östlich des Nordbecker Dammes, ca. 100 m nördlich des Hofes Knappmann, Nordbecker Damm 5 (Stockum/4/18)                                                                            | ()          | |      |
| ND 28   | 1 Stieleiche    | Ca. 150 m nördlich des Riedbergweges, ca. 225 m südöstlich des Hofes Knappmann, Nordbecker Damm 5 (Stockum/4/5)                                                                    | ()          | |      |
| ND 29   | 1 Stieleiche    | Ca. 100 m nordöstlich des Riedbergweges, ca. 275 m südwestlich des Hofes Knappmann, Nordbecker Damm 5 (Stockum/4/5)                                                                | ()          | |      |
| ND 30   | 2 Stieleichen   | 15 m südwestlich des Wohnhauses Jücker, Föspelweg (Stockum/5/42) | ()          | |      |
| ND 31   | 1 Stieleiche    | Kreuzung Hellstraße/Mergelkamp, ca. 6 m nördlich des Stallgebäudes Hof Westhues, Hellstraße 19 (Stockum/5/70)                                                                      | ()          | |      |
| ND 32   | 1 Stieleiche    | Ca. 50 m südlich des Gasthauses „Hubertushof“, ca. 5 m südöstlich der Hellwegstraße (Stockum/5/70)                                                                                 | ()          | |      |
| ND 33   | 1 Stieleiche    | Ca. 3 m östlich des Mergelkampes, ca. 50 m südlich eines Teiches, ca. 100 m südöstlich des Hofes Westhues, Hellstraße 19 (Stockum/14/8)                                            | ()          | |      |
| ND 34   | 1 Stieleiche    | Ca. 75 m westlich des Mergelkampes, ca. 240 m südlich des Hofes Westhues, Hellstraße 19 (Stockum/5/70)                                                                             | ()          | |      |
| ND 38   | 1 Stieleiche    | Östlich der Feldstraße, westlich eines Wirtschaftsgebäudes am Hof Dahlkamp, Feldstraße 1 (Stockum/9/887)                                                                           | ()          | |      |
| ND 40   | 1 Stieleiche    | Ca. 60 m nordöstlich des Funne-Baches, ca. 250 m östlich der Funnestraße (Werne-Stadt/66/1)                                                                                        | ()          | |      |
| ND 41   | 1 Stieleiche    | Ca. 15 m nördlich des Wohnhauses Treffer, Am Funnenkamp 3 (Werne-Stadt/65/214) | ()          | |      |
| ND 42   | 1 Stieleiche    | Ca. 30 m südlich der Varnhöveler Straße, ca. 50 m südwestlich der Kreuzung Langerner Straße (Werne-Stadt/52/10)                                                                    | ()          | |      |
| ND 43   | 1 Stieleiche    | 3 m nordwestlich der Langernstraße, 2 m südwestlich der Hofeinfahrt zum Hof Schnettker, Langern 21 (Werne-Stadt/49/373)                                                            | ()          | |      |
| ND 44   | 1 Stieleiche    | 200 m nördlich der Bahnlinie Lünen–Werne, ca. 100 m östlich des Weges Am Romberg, ca. 50 m östlich eines Wohnhauses in einer Feldhecke an einem Bachlauf (Werne-Stadt/46/12)       | ()          | |      |
| ND 45   | 1 Stieleiche    | 3 m nördlich des Martinsweges, 3 m östlich eines mit Hecken eingefriedeten Gartengrundstückes (Werne-Stadt/46/33)                                                                  | ()          | |      |
| ND 47 a | 1 Robinie       | Ca. 150 m nordwestlich der Lünener Straße, ca. 15 m östlich des Galgenbaches (Werne-Stadt/46/259)                                                                                  | ()          | |      |
| ND 47 b | 1 Robinie       | Ca. 130 m nordwestlich der Lünener Straße, ca. 35 m östlich des Galgenbaches (Werne-Stadt/46/259)                                                                                  | ()          | |      |
| ND 48   | 1 Stieleiche    | 2,50 m nördlich der Langernstraße, 9 m östlich des Hauses Nr. 2 (Werne-Stadt/47/136)                                                                                               | ()          | |      |
| ND 49   | 1 Stieleiche    | Ca. 250 m südwestlich des Hofes Biethmann, Im Hoerm 6, ca. 350 m südöstlich der Bahnlinie Dortmund–Münster (Werne-Stadt/48/462)                                                    | ()          | |      |
| ND 49a  | 1 Stieleiche    | Solitärbaum ca. 150 m südlich der Lünener Straße, ca. 200 m westlich Schieferkamp                                                                                                  | ()          | |      |
| ND 50   | 1 Rosskastanie  | Unmittelbar vor dem Wohnhaus des Hofes Wiese, Dorfstraße 12 (Heil/1/232) | ()          | |      |
| ND 51   | 1 Rosskastanie  | Unmittelbar vor dem Wohnhaus des Hofes Lippmann, Dorfstraße 8 (Heil/1/243) | ()          | |      |
| ND 52 a | 1 Stieleiche    | 6 m nordöstlich der Jahnstraße, ca. 110 m nordwestlich der Kreuzung Jahnstraße/Königslandwehr (Heil/2/144)                                                                         | ()          | |      |
| ND 52 b | 1 Stieleiche    | 1 m nordöstlich der Jahnstraße, ca. 100 m nordwestlich der Kreuzung Jahnstraße/Königslandwehr (Heil/2/144)                                                                         | ()          | |      |
| ND 53   | 1 Rotbuche      | Ca. 40 m südlich der Bahnlinie Recklinghausen/Hamm, ca. 85 m östlich des Wanderweges (Schering/Beversee) (Bergkamen/17/230)                                                        | ()          | |      |
| ND 56   | Niedermoor      | Unmittelbar südlich der Lünener Straße (B 61), ca. 100 m südöstlich des Bahnüberganges am Bahnhof Oberaden (Oberaden/10/10)                                                        | ()          | Festsetzung als Naturdenkmal zusätzlich aus wissenschaftlichen, naturgeschichtlichen und erdgeschichtlichen Gründen |      |
| ND 57   | 1 Sommerlinde   | Ca. 10 m nordöstlich des Wohnhauses Mühlenstraße 3 (Oberaden/10/61) | ()          | |      |
| ND 58   | 2 Traubeneichen | Ca. 70 m westlich des scharfen Rechtsknicks des Alkenbaches, ca. 25 m nördlich des Weges Am Alkenbach (Oberaden/8/70)                                                              | ()          | |      |
| ND 59 c | 1 Platane       | 3 Bäume im Garten von Gut Velmede, Velmede 3 (Weddinghofen/15/182) | ()          | |      |
| ND 59 d | 1 Rosskastanie  | 3 Bäume im Garten von Gut Velmede, Velmede 3 (Weddinghofen/15/182) | ()          | |      |
| ND 59 e | 1 Stieleiche    | 3 Bäume im Garten von Gut Velmede, Velmede 3 (Weddinghofen/15/182) | ()          | |      |
| ND 61   | 1 Esche         | Ca. 150 m östlich des Hofes Bimberg, Hellweg 49, ca. 30 m südwestlich der „Alten Lippe“ (Rünthe/1/399)                                                                             | ()          | |      |
| ND 62   | 1 Stieleiche    | Ca. 40 m nördlich der „Alten Lippe“, ca. 175 m nordöstlich des Hofes Schulze-Elberg, Hellweg 2 (Rünthe/1/489)                                                                      | ()          | |      |
| ND 63   | 1 Linde         | Ca. 8 m östlich des Hofes Schulze-Elberg, Hellweg 2 (Rünthe/1/399) | ()          | |      |
| ND 64   | 1 Stieleiche    | Am Wanderweg, ca. 100 m westlich der Industriestraße, ca. 100 m südlich des Beverbaches (Overberge/2/427)                                                                          | ()          | |      |
| ND 66   | 1 Stieleiche    | Reck-Kamer-Heide ca. 75 m westlich der A 1, ca. 225 m südlich der Bahnlinie (Overberge/2/101)                                                                                      | ()          | |      |
| ND 67   | 1 Pappel        | Reck-Kamer-Heide, ca. 110 m westlich der A 1, ca. 270 m südlich der Bahnlinie (Overberge/2/101)                                                                                    | ()          | |      |
| ND 69 a | 2 Stieleichen   | Nördlich der Königstraße, ca. 150 m westlich der Erlentiefenstraße (Overberge/3/1513)                                                                                              | ()          | |      |
| ND 70   | 1 Stieleiche    | Reck-Kamer-Heide ca. 150 m östlich der Hansastraße, ca. 300 m nordwestlich des Hofes Burgemeister, Burgemeisterweg 1 (Overberge/2/510)                                             | ()          | |      |
| ND 71   | 1 Stieleiche    | Ca. 15 m nördlich der Einfahrt zum Hof Burgemeister, Burgemeisterweg 1 (Overberge/2/499)                                                                                           | ()          | |      |
| ND 76   | 1 Stieleiche    | Ca. 150 m nördlich der Friedhofstraße, ca. 100 m westlich des Zufahrtsweges zum Schacht Grillo IV der Zeche Monopol (Overberge/10/60)                                              | ()          | |      |
| ND 77   | 1 Stieleiche    | Ca. 60 m nordwestlich der Friedhofstraße, an der Gabelung des von der Friedhofstraße ausgehenden Zufahrtsweges zu einer Siedlung (Overberge/6/69)                                  | ()          | |      |
| ND 78   | 1 Stieleiche    | Am alten Schulgrundstück, ca. 50 m südwestlich der Hansastraße, ca. 12 m nördlich des Gänseweges (Overberge/10/363)                                                                | ()          | |      |
| ND 79   | 1 Rosskastanie  | Vor dem Hauseingang des Hofes Brinkmann, Hammer Straße 111 (Overberge/8/99) | ()          | |      |
| ND 80   | 3 Rosskastanien | 2 östlich und 1 westlich der Hofeinfahrt Nordfeldstraße 18 (Bergkamen/8/136) | ()          | |      |
| ND 81 a | 1 Winterlinde   | Ca. 15 m westlich des Hofes Koepe, Nordfeldstraße 22, ca. 25 m südlich der Straße (Bergkamen/8/19)                                                                                 | ()          | |      |
| ND 81 b | 1 Stieleiche    | Am Nordrand des Innenhofes von Hof Koepe, Nordfeldstraße 22 (Bergkamen/8/19) | ()          | |      |
| ND 81 c | 1 Stieleiche    | Unmittelbar nördlich des Wohnhauses, Hof Koepe, Nordfeldstraße 22 (Bergkamen/8/19)                                                                                                 | ()          | |      |
| ND 82   | 1 Stieleiche    | Ca. 8 m westlich des Wohnhauses, Hof Linkamp, Nordfeldstraße 34, unmittelbar östlich der Straße (Bergkamen/6/58)                                                                   | ()          | |      |
| ND 83 b | 1 Stieleiche    | Unmittelbar westlich eines Wirtschaftsgebäudes, am Hof Kusenberg, Heckenweg 25 ca. 30 m östlich des Heckenweges (Bergkamen/6/19)                                                   | ()          | |      |

### Raum Selm
Besondere Festsetzungen für die einzelnen Naturdenkmale:
| Nummer | Bezeichnung                                                | Lage | Koordinaten | Beschreibung/Bemerkung | Bild |
| ------ | ---------------------------------------------------------- | --- | ----------- | ---------------------- | ---- |
| ND 2   | Stieleiche (Quercus robur)                                 | Im Hofraum des Hauses Olfener Straße 161 (Selm/5/176)                                                                                | ()          |                        |      |
| ND 3   | Stieleiche (Quercus robur)                                 | Inmitten des Innenhofes von Hof „May“ in Selm-Ternsche (Selm/4/236)                                                                  | ()          |                        |      |
| ND 4   | Stieleiche (Quercus robur)                                 | Ca. 100 m südwestlich der Funne nördlich eines Feldweges (Selm/4/148)                                                                | ()          |                        |      |
| ND 5   | Blutbuche (Fagus sylvatica purpurea)                       | Am Hof „Schulze-Osterhaus“ ca. 90 m nordwestlich der Lüdinghauser Straße (Selm/1/12)                                                 | ()          |                        |      |
| ND 6   | Stieleiche (Quercus robur)                                 | Ca. 150 m südöstlich der Lüdinghauser Straße und ca. 200 m südöstlich des Hofes „Schulze-Osterhaus“ (Selm/1/114)                     | ()          |                        |      |
| ND 7   | Stieleiche (Quercus robur)                                 | Ca. 450 m östlich der Lüdinghauser Straße und ca. 170 m nordöstlich des Hofes „Plogmaker“ (Selm/1/88)                                | ()          |                        |      |
| ND 8   | Stieleiche (Quercus robur)                                 | Ca. 150 m östlich des Hofes „Plogmaker“ und ca. 20 m nördlich eines Grabens (Selm/2/83)                                              | ()          |                        |      |
| ND 9   | Stieleiche (Quercus robur)                                 | Ca. 450 m nördlich des Hofes „Lippelt“ am Ostufer eines Bachgrabens (Selm/1/82)                                                      | ()          |                        |      |
| ND 10  | Stieleiche (Quercus robur)                                 | Ca. 200 m südlich der Olfener Straße unmittelbar neben einer Grundstückseinfahrt (Selm/5/358)                                        | ()          |                        |      |
| ND 12  | Stieleiche (Quercus robur)                                 | Ca. 150 m westlich der Römerstraße (Selm/6/1675)                                                                                     | ()          |                        |      |
| ND 13  | Stieleiche (Quercus robur)                                 | Ca. 85 m südlich des Sandforter Weges am Hof „Frenzer“ (Selm/6/2330)                                                                 | ()          |                        |      |
| ND 14  | Platane (Platanus acerifolia)                              | Am Hof „Spinn-Evert“ südlich des Beifanger Weges Nr. 27 (Selm/9/3012)                                                                | ()          |                        |      |
| ND 15  | Blutbuche (Fagus sylvatica purpurea)                       | Am Hof „Spinn-Evert“ südlich des Beifanger Weges Nr. 27 zwischen Wohnhaus und Wirtschaftsgebäude (Selm/9/3012)                       | ()          |                        |      |
| ND 16  | Blutbuche (Fagus sylvatica purpurea)                       | Am Hof „Spinn-Evert“ ca. 30 m südlich des Hofgebäudes Beifanger Weg Nr. 27 (Selm/9/3012)                                             | ()          |                        |      |
| ND 19  | Stieleiche (Quercus robur)                                 | Ca. 200 m östlich des Röhrweges und ca. 125 m nordwestlich des Schlodbaches (Selm/17/360)                                            | ()          |                        |      |
| ND 20  | Stieleiche (Quercus robur)                                 | Am nordöstlichen Ufer eines Grabens, an einer Feldwegabzweigung, ca. 200 m nordöstlich des Hofes „Homann“, Wörenberg 9 (Selm/18/109) | ()          |                        |      |
| ND 21  | Stieleiche (Quercus robur)                                 | An einer Wegegabelung ca. 50 m südwestlich des Hofes „Homann“, Wörenberg 9 (Selm/18/119)                                             | ()          |                        |      |
| ND 22  | Stieleiche (Quercus robur)                                 | Unmittelbar westlich des Weges „Wörenberg“ ca. 100 m südlich des Hofes „Homann“, Wörenberg 9 (Selm/18/124)                           | ()          |                        |      |
| ND 23  | Stieleiche (Quercus robur)                                 | Unmittelbar westlich des Weges „Wörenberg“ ca. 125 m südlich des Hofes „Homann“, Wörenberg 9 (Selm/18/124)                           | ()          |                        |      |
| ND 24  | Stieleiche (Quercus robur)                                 | Unmittelbar westlich des Weges „Wörenberg“ ca. 170 m südlich des Hofes „Homann“, Wörenberg 9 (Selm/18/135)                           | ()          |                        |      |
| ND 25  | Stieleiche (Quercus robur)                                 | Ca. 250 m nordöstlich des Hofes „Große-Holz“ zwischen Funne und dem Weg „Buxfort“ (Selm/20/35)                                       | ()          |                        |      |
| ND 26  | Stieleiche (Quercus robur)                                 | Ca. 70 m südlich des Hofes „Große-Holz“, unmittelbar südlich der Südkirchener Straße (Selm/23/97/3)                                  | ()          |                        |      |
| ND 27  | Stieleiche (Quercus robur)                                 | Im Kreuzungsbereich Buxfort/Südkirchener Straße, südlich Hof „Schulte“, Südkirchener Str. 111 (Selm/15/274)                          | ()          |                        |      |
| ND 28  | Stieleiche (Quercus robur)                                 | Ca. 50 m südöstlich des Weges „Buxfort“ und ca. 450 m nordöstlich von Haus „Buxfort“ (Selm/30/59)                                    | ()          |                        |      |
| ND 29  | Stieleiche (Quercus robur)                                 | Unmittelbar südlich des Hofes „Albers“, Südkirchener Str. 142 (Selm/14/42)                                                           | ()          |                        |      |
| ND 30  | Stieleiche (Quercus robur)                                 | Ca. 400 m nördlich des Straßenabzweigs Netteberger Straße / Am Schnippenbach (Bork/26/26)                                            | ()          |                        |      |
| ND 31  | Stieleiche (Quercus robur)                                 | Ca. 130 m westlich der B 236 am Westufer eines Bachgrabens (Bork/2/10)                                                               | ()          |                        |      |
| ND 32  | Stieleiche (Quercus robur)                                 | Südlich der Wiesenstraße am Südrand eines Bachgrabens (Bork/2/40)                                                                    | ()          |                        |      |
| ND 34  | Stieleiche (Quercus robur)                                 | Ca. 250 m westlich Haus „Dahl“, Im Dahler Feld, an einem Graben (Bork/89/68)                                                         | ()          |                        |      |
| ND 35  | Stieleiche (Quercus robur)                                 | Ca. 150 m nordwestlich Haus „Dahl“, Im Dahler Feld, ca. 30 m östlich des Weges (Bork/89/20)                                          | ()          |                        |      |
| ND 36  | Stieleiche (Quercus robur)                                 | Ca. 100 m westlich von Haus „Dahl“, Im Dahler Feld am Ostufer eines Bachgrabens ca. 15 m nördlich der Hofzufahrt (Bork/89/19)        | ()          |                        |      |
| ND 37  | Stieleiche (Quercus robur)                                 | Im Niederungsbereich der Lippe, nordwestlich der Lippebrücke an der Waltroper Straße (Bork/76/37 u. 38)                              | ()          |                        |      |
| ND 38  | Silberahorn (Acer saccharinum)                             | Ca. 25 m südlich der Netteberger Straße und ca. 50 m nördlich der Lünener Straße „Parkplatz Dornenkamp“ (Bork/6/269)                 | ()          |                        |      |
| ND 39  | Platane (Platanus acerifolia)                              | Ca. 60 m südlich der Netteberger Straße und ca. 30 m nördlich der Lünener Straße „Parkplatz Dornenkamp“ (Bork/6/269)                 | ()          |                        |      |
| ND 40  | Silberahorn (Acer saccharinum)                             | Ca. 25 m südlich der Netteberger Straße und ca. 60 m nördlich der Lünener Straße „Parkplatz Dornenkamp“ (Bork/6/269)                 | ()          |                        |      |
| ND 41  | Platane (Platanus acerifolia)                              | Ca. 75 m südlich der Netteberger Straße und ca. 25 m nördlich der Lünener Straße „Parkplatz Dornenkamp“ (Bork/6/269)                 | ()          |                        |      |
| ND 42  | Stieleiche (Quercus robur)                                 | Ca. 200 m nordwestlich der Netteberger Straße „Bremmenkamp“ (Bork/8/41)                                                              | ()          |                        |      |
| ND 43  | Stieleiche (Quercus robur)                                 | Ca. 100 m südöstlich der Netteberger Straße unmittelbar westlich eines Weges (Bork/14/1)                                             | ()          |                        |      |
| ND 44  | Silberweide (Salix alba)                                   | Ca. 175 m südlich der Netteberger Straße westlich eines Weges (Bork/14/4)                                                            | ()          |                        |      |
| ND 46  | Stieleiche (Quercus robur)                                 | Ca. 200 m nordöstlich der Lünener Straße „Dollenkamp“ (B 236) (Bork/60/28)                                                           | ()          |                        |      |
| ND 47  | Stieleiche (Quercus robur)                                 | Unmittelbar westlich des Weges Summerknapp und ca. 120 m südlich der Lünener Straße (Bork/7/483)                                     | ()          |                        |      |
| ND 48  | Stieleiche (Quercus robur)                                 | Ca. 120 m südlich der Ecke Sandweg/Cappenberger Damm (Bork/40/4)                                                                     | ()          |                        |      |
| ND 49  | Gegabelte Hain-Buche (Carpinus betulus)                    | Im Kreuzungsbereich zwischen einem Wirtschaftsweg und dem Weg „Zum Birkenbaum“ (Bork/53/22)                                          | ()          |                        |      |
| ND 51  | Blutbuche (Fagus sylvatica purpurea)                       | Im Schlosspark Cappenberg (Bork/49/8)                                                                                                | ()          |                        |      |
| ND 52  | Roteiche (Quercus rubra)                                   | Im Schlosspark Cappenberg (Bork/49/8)                                                                                                | ()          |                        |      |
| ND 53  | Bergahorn (Acer pseudoplatanus)                            | Im Schlosspark Cappenberg (Bork/49/8)                                                                                                | ()          |                        |      |
| ND 54  | Rotbuche (Fagus sylvatica)                                 | Im Schlosspark Cappenberg (Bork/49/3)                                                                                                | ()          |                        |      |
| ND 55  | Geschlitztblättrige Rotbuche (Fagus sylvatica ‘Laciniata’) | Im Schlosspark Cappenberg (Bork/49/4)                                                                                                | ()          |                        |      |
| ND 57  | Blutbuche (Fagus sylvatica purpurea)                       | Im Schlosspark Cappenberg (Bork/49/4)                                                                                                | ()          |                        |      |
| ND 58  | Rotbuche (Fagus sylvatica)                                 | Im Schlosspark Cappenberg (Bork/49/4)                                                                                                | ()          |                        |      |
| ND 59  | Platane (Platanus acerifolia)                              | Im Schlosspark Cappenberg (Bork/49/4)                                                                                                | ()          |                        |      |
| ND 60  | Rosskastanie (Aesculus hippocastanum)                      | Im Schlosspark Cappenberg (Bork/49/18)                                                                                               | ()          |                        |      |
| ND 61  | Bergahorn (Acer pseudoplatanus)                            | Im Schlosspark Cappenberg (Bork/49/18)                                                                                               | ()          |                        |      |
| ND 63  | Esche (Fraxinus excelsior)                                 | Im Schlosspark Cappenberg (Bork/49/15)                                                                                               | ()          |                        |      |
| ND 64  | Bergahorn (Acer pseudoplatanus)                            | Im Schlosspark Cappenberg (Bork/49/15)                                                                                               | ()          |                        |      |
| ND 65  | Bergahorn (Acer pseudoplatanus)                            | Im Schlosspark Cappenberg (Bork/49/15)                                                                                               | ()          |                        |      |
| ND 68  | Rotbuche (Fagus sylvatica)                                 | Im Schlosspark Cappenberg (Bork/49/9)                                                                                                | ()          |                        |      |

### Raum Kamen-Bönen
Besondere Festsetzungen für die einzelnen Naturdenkmale:
| Nummer  | Bezeichnung                                  | Lage | Koordinaten | Beschreibung/Bemerkung                                                                                                 | Bild |
| ------- | -------------------------------------------- | --- | ----------- | --- | ---- |
| ND 1    | 1 Rosskastanie (Aesculus hippocastanum)      | Am Hof an der Kreuzung „Altenmethler“ / „Am Langen Kamp“ (Methler/3/2)                                                           | ()          | Es handelt sich um 1 ca. 100 Jahre alte und ca. 15 m hohe Rosskastanien mit einem Stammumfang von ca. 220 bzw. 320 cm. |      |
| ND 3    | 2 Sommerlinden (Tilia platyphyllos)          | In der Altenmethler Straße unmittelbar vor dem Haus Nr. 2 (Methler/3/17)                                                         | ()          | Es handelt sich um 2 ca. 120 Jahre alte und ca. 16 m hohe Sommerlinden mit einem Stammumfang von ca. 220 cm.           |      |
| ND 5    | 1 Stieleiche                                 | In der „Schwarzen Kuhle“, ca. 90 m nördlich der Westicker Straße, ca. 30 m östlich eines schmalen Ufergehölzes (Westick/1/114)   | ()          | Es handelt sich um eine ca. 120 Jahre alte und ca. 15 m hohe Stieleiche mit einem Stammumfang von ca. 200 cm.          |      |
| ND 6    | 1 Stieleiche                                 | Unmittelbar südlich der Jahnstraße, ca. 40 m westlich der Einmündung „Heidkamp“ (Westick/4/9)                                    | ()          | Es handelt sich um eine ca. 170 Jahre alte und ca. 16 m hohe Stieleiche mit einem Stammumfang von ca. 345 cm.          |      |
| ND 8    | 1 Rosskastanie (Aesculus hippocastanum)      | Auf dem Hof Hiddemann in der Königsstr. 111 (Westick/4/208)                                                                      | ()          | Es handelt sich um eine ca. 130 Jahre alte und ca. 20 m hohe Rosskastanie mit einem Stammumfang von ca. 290 cm.        |      |
| ND 9    | 1 Rotbuche (Fagus sylvatica)                 | Im „Gallenfeld“ an der nördlichen Ecke einer Weide des Hofes Brandt, „Roggenkamp“ 35 (Westick/3/8)                               | ()          | Es handelt sich um eine ca. 120 Jahre alte und ca. 18 m hohe Rotbuche mit einem Stammumfang von ca. 295 cm.            |      |
| ND 11   | 1 Stieleiche                                 | Ca. 40 m westlich der Massener Straße, gegenüber dem Haus Nr. 36 (Wasserkurl/3/264)                                              | ()          | |      |
| ND 14   | 1 Schwarzpappel (Populus nigra)              | Ca. 40 m südöstlich der Dorfstraße, ca. 450 m westlich der Feldstraße (Rottum/1/98)                                              | ()          | |      |
| ND 15 a | 1 Stieleiche                                 | Ca. 20 m nordwestlich des Teiches am Südrand des Hofes Derner Str. 78 (Derne/3/49)                                               | ()          | |      |
| ND 15 b | 1 Esche (Fraxinus excelsior)                 | Ca. 40 m südöstlich der Einfahrt zum Hof Schulze-Böing, Derner Str. 78 (Derne/3/49)                                              | ()          | |      |
| ND 16   | 2 Rosskastanien (Aesculus hippocastanum)     | An der Ecke „Winterkamp“/„Schnepperfeld“ (Heeren-Werve/6/15)                                                                     | ()          | |      |
| ND 17   | 1 Traubeneiche (Quercus petraea)             | Am „Schattweg“ 72, ca. 25 m südlich des Weges, ca. 15 m westlich der Hofgebäude (Heeren-Werve/5/145)                             | ()          | |      |
| ND 18   | 2 Traubeneichen (Quercus petraea)            | Am „Schattweg“ 72, unmittelbar südlich des Weges, nördlich der Hofmauer (Heeren-Werve/5/145)                                     | ()          | |      |
| ND 21   | 1 Blutbuche (Fagus sylvatica)                | An der südwestlichen Ecke des Hauses Derner Str. 109 (Derne/2/15)                                                                | ()          | |      |
| ND 22   | 1 Stieleiche (Quercus robur)                 | Friedhof Kamen-Derne 10 m südlich der Derner Straße (Derne/3/13)                                                                 | ()          | |      |
| ND 24   | 1 Stieleiche (Quercus robur)                 | An der nordwestlichen Gemeindegrenze, ca. 200 m südlich der Schulstraße, am Ostrand eines Entwässerungsgrabens (Nordbögge/8/139) | ()          | |      |
| ND 25   | 1 Stieleiche (Quercus robur)                 | Vor dem Wohnhaus westlich der Einfahrt (Nordbögge/8/308)                                                                         | ()          | |      |
| ND 26   | 1 Stieleiche (Quercus robur)                 | Am Kriegerehrenmal unmittelbar nördlich des Denkmals (Nordbögge/8/293)                                                           | ()          | |      |
| ND 27   | 1 Rosskastanie (Aesculus hippocastanum)      | Am „Schmerhöfeler Weg“ unmittelbar westlich des Wohnhauses Lindenplatz 16 am Hauseingang (Nordbögge/2/75)                        | ()          | |      |
| ND 28   | 1 Stieleiche (Quercus robur)                 | Zufahrtsweg Böinghof, unmittelbar am westlichen Wegrand (Nordbögge/4/338)                                                        | ()          | |      |
| ND 29   | 1 Stieleiche (Quercus robur)                 | Gut Lettenbruch, am Südostrand des Innenhofes, ca. 20 m von der Haustür entfernt (Bönen/2/55)                                    | ()          | |      |
| ND 30   | 1 Stieleiche (Quercus robur)                 | Gut Lettenbruch, an der Wegekreuzung, am Ostrand der Hofzufahrt (Bönen/2/37)                                                     | ()          | |      |
| ND 31   | 1 Esche (Fraxinus excelsior)                 | Am Hof Berlinghoff, am Nordrand des Zufahrtsweges, ca. 20 m östlich der Hammer Straße (Bönen/19/987)                             | ()          | |      |
| ND 32   | 2 Rosskastanien (Aesculus hippocastanum)     | „Am Telgenbusch“, unmittelbar nordöstlich des Weges (Bönen/25/115)                                                               | ()          | |      |
| ND 33   | 1 Stieleiche (Quercus robur)                 | Am „Schwarzen Weg“ am südlichen Wegrand, ca. 150 m westlich des Rexebaches (Bönen/26/68)                                         | ()          | |      |
| ND 34   | 1 Weide (Salix spec.)                        | Nördlich der Heerener Straße, ca. 75 m südlich der Seseke sowie ca. 6 m östlich eines Wirtschaftsweges (Heeren-Werve/8/79)       | ()          | |      |
| ND 35   | 1 Esche (Fraxinus excelsior)                 | An der Heerener Straße, ca. 75 m südlich der Seseke sowie ca. 6 m östlich eines Wirtschaftsweges (Heeren-Werve/8/79)             | ()          | |      |
| ND 36   | 1 Blutbuche (Fagus sylvatica ‘Atropunicea’)  | „Haus Heeren“, nördlich des kleinen Teiches in der Weide gelegen (Heeren-Werve/1/407)                                            | ()          | |      |
| ND 37   | 1 Platane (Platanus acerifolia)              | „Haus Heeren“, ca. 10 m nördlich des Teiches (Heeren-Werve/1/407)                                                                | ()          | |      |
| ND 43   | 1 Bergahorn (Acer pseudoplatanus)            | „Haus Heeren“, ca. 10 m östlich des Weges am Rand des Wäldchens (Heeren-Werve/1/407)                                             | ()          | |      |
| ND 44   | 1 Kastanie (Aesculus hippocastanum)          | Ca. 180 m nordwestlich Haus Heeren, ca. 100 m südlich der Seseke (Heeren-Werve/8/87)                                             | ()          | |      |
| ND 47   | 1 Stieleiche (Quercus robur)                 | Ca. 150 m westlich der Weetfelder Straße, auf dem Hof Poth-Overbeck (Westerbönen/3/49)                                           | ()          | |      |
| ND 48   | 1 Rosskastanie (Aesculus hippocastanum)      | In der Parkanlage, ca. 10 m nordöstlich der Straße „Bockeldamm“ (Bönen/11/291)                                                   | ()          | |      |
| ND 51   | 1 Esche (Fraxinus excelsior)                 | In der Nähe der „Milkerhöfe“ unmittelbar südlich der Hofgebäude (Osterbönen/1/10)                                                | ()          | |      |
| ND 52   | 1 Stieleiche (Quercus robur)                 | In der östlichen Straßenböschung der Poilstraße (Osterbönen/5/114)                                                               | ()          | |      |
| ND 53   | 1 Esche (Fraxinus excelsior)                 | Am Niederhofer Weg 1, am Westufer eines Teiches (Osterbönen/3/1)                                                                 | ()          | |      |
| ND 54   | 2 Sommerlinden (Tilia platyphyllos)          | Am Gehöft Niederhofer Weg 2, beidseitig des Hauseinganges (Osterbönen/3/2)                                                       | ()          | |      |
| ND 56   | 1 Winterlinde (Tilia cordata)                | In einer Obstwiese westlich des Hofes Düsing (Westerbönen/5/18)                                                                  | ()          | |      |
| ND 57   | 1 Stieleiche (Quercus robur)                 | Am Bräkelweg, innerhalb der südlichen Straßenböschung (Flierich/4/49)                                                            | ()          | |      |
| ND 58   | 1 Winterlinde (Tilia cordata)                | Am Hofe Rüter, unmittelbar südlich des Wohnhauses (Flierich/4/49)                                                                | ()          | |      |
| ND 59   | 1 Stieleiche (Quercus robur)                 | Am Wanderweg, ca. 10 m östlich des Weges über den Böner Berg, ca. 150 m westlich der Lenningser Straße (Bönen/14/724)            | ()          | |      |
| ND 60   | 1 Rosskastanie (Aesculus hippocastanum)      | An der „Speckenstraße“ 2, im Vorgarten unmittelbar am Straßenrand (Bramey-Lenningsen/1/440)                                      | ()          | |      |
| ND 61   | 1 Stieleiche (Quercus robur)                 | Unmittelbar nördlich der Kamener Straße (Bramey-Lenningsen/1/435)                                                                | ()          | |      |
| ND 62   | 1 Sommerlinde (Tilia platyphyllos)           | Am Gehöft „Timmerhoff“, ca. 6 m östlich des Wohnhauses (Bramey-Lenningsen/5/265)                                                 | ()          | |      |
| ND 63   | 1 Stieleiche (Quercus robur)                 | Am Gehöft Stolzefuß, ca. 5 m westlich der Hofeinfahrt auf der Nordseite der Hofmauer (Bramey-Lenningsen/5/21/1)                  | ()          | |      |
| ND 64   | 1 Stieleiche (Quercus robur)                 | Am „Breddeweg“, auf der Westseite des Breddeweges, ca. 75 m nördlich der Dorfstraße (Bramey-Lenningsen/5/179)                    | ()          | |      |
| ND 65   | 1 Stieleiche (Quercus robur)                 | „Gut Brüggen“, ca. 10 m nördlich der Ermelingstraße (Bramey-Lenningsen/1/569)                                                    | ()          | |      |
| ND 66   | 1 Blutbuche (Fagus sylvatica ‘atropurpurea’) | „Gut Brüggen“, ca. 5 m nördlich der Ermelingstraße am Westufer des „Kleingarnsbaches“ (Bramey-Lenningsen/1/569)                  | ()          | |      |
| ND 67   | 2 Platanen (Platanus acerifolia)             | „Gut Brüggen“, südöstlich des Wohnhauses, beidseitig der Brükke über den „Kleingarnsbach“ (Bramey-Lenningsen/1/569)              | ()          | |      |
| ND 69   | 3 Winterlinden (Tilia cordata)               | „Gut Brüggen“, an der Umzäunung nordwestlich des Gutsgebäudes (Bramey-Lenningsen/1/569)                                          | ()          | |      |
| ND 71   | 1 Granitfindling                             | Nahe dem Haus „Röhrberg“ Nr. 6, unmittelbar am Straßenrand (Bramey-Lenningsen/2/521)                                             | ()          | |      |
| ND 72   | 1 Stieleiche (Quercus robur)                 | „In der Liete“, ca. 90 m östlich der Disselstraße (Flierich/4/453)                                                               | ()          | |      |
| ND 73   | 1 Stieleiche (Quercus robur)                 | „In der Liete“, ca. 140 m östlich der Disselstraße (Flierich/4/453)                                                              | ()          | |      |
| ND 74   | 1 Stieleiche (Quercus robur)                 | Am Friedhof, ca. 8 m nördlich der Kamener Straße (Flierich/5/183)                                                                | ()          | |      |
| ND 75   | 1 Stieleiche (Quercus robur)                 | Haus Mundloh, ca. 15 m südlich der Seseke (Flierich/3/169)                                                                       | ()          | |      |
| ND 78   | 1 Esche (Fraxinus excelsior)                 | Am Gnadenweg, unmittelbar am südlichen Wegrand, ca. 100 m westlich des Hofes „Rohe“ (Flierich/3/½)                               | ()          | |      |
| ND 79   | 1 Esche (Fraxinus excelsior)                 | 5 m südöstlich der ehemaligen „Horstmühle“ am Rande eines Grabens (Flierich/3/¼)                                                 | ()          | |      |
| ND 80   | 1 Stieleiche (Quercus robur)                 | Ca. 150 m südlich des „Gnadenweges“, direkt südlich eines Grabens (Flierich/3/194)                                               | ()          | |      |

### Raum Holzwickede
Besondere Festsetzungen für die einzelnen Naturdenkmale:
| Nummer | Bezeichnung                              | Lage | Koordinaten | Beschreibung/Bemerkung | Bild |
| ------ | ---------------------------------------- | --- | ----------- | --- | ---- |
| ND 1   | 1 Rotbuche (Fagus sylvatica)             | Ca. 30 m östlich eines Gebäudes des Hofes Langenbach am Krummen Weg 14 und ca. 25 m westlich des Weges (Holzwickede/3/779)                 | ()          | Es handelt sich um eine ca. 200 Jahre alte und ca. 20 m hohe Rotbuche mit einem Stammumfang von ca. 300 cm. |      |
| ND 2   | 3 Rosskastanien (Aesculus hippocastanum) | Nahe der östlichen Begrenzungsmauer des Hofes Schulze-Holzwickede, Massener Str. 209, nördlich der Hofeinfahrt (Holzwickede/7/128/17)      | ()          | Es handelt sich um drei ca. 150 Jahre alte und ca. 18 m hohe Rosskastanien mit Stammumfängen von ca. 420, 380 und 350 cm. |      |
| ND 3   | 1 Sommerlinde (Tilia platyphyllos)       | Am Hof Schulze-Holzwickede, Massener Straße 209, ca. 15 m östlich des Wohnhauses, ca. 15 m westlich der Straße (Holzwickede/7/128/17)      | ()          | Es handelt sich um eine ca. 200 Jahre alte und ca. 20 m hohe Sommerlinde mit einem Stammumfang von ca. 320 cm. |      |
| ND 4   | 5 Blutbuchen (Fagus sylvatica purpurea)  | Nahe der östlichen Begrenzungsmauer des Hofes Schulze-Holzwickede, Massener Straße 209, südlich der Hofeinfahrt (Holzwickede/7/128/17)     | ()          | Es handelt sich um fünf ca. 150–200 Jahre alte und ca. 20 m hohe Blutbuchen mit Stammumfängen von ca. 420 cm, 380 cm, 300 cm, 290 cm und 260 cm. |      |
| ND 5   | 1 Stieleiche (Quercus robur)             | Ca. 120 m östlich des Holzwickeder Baches, nördlich des Anwesens Eickelberg, ca. 225 m nordwestlich der Massener Heide (Massen/8/199)      | ()          | Es handelt sich um eine ca. 130 Jahre alte und ca. 16 m hohe Stieleiche mit einem Stammumfang von ca. 290 cm. |      |
| ND 6   | 1 Stieleiche (Quercus robur)             | Südöstlich der Straßenkreuzung Massener Straße / Billmericher Weg (Holzwickede/5/194)                                                      | ()          | Es handelt sich um eine ca. 100 Jahre alte und ca. 15 m hohe Stieleiche mit einem Stammumfang von ca. 160 cm. |      |
| ND 8   | 1 Rosskastanie (Aesculus hippocastanum)  | Östlich des Hofes Schulze-Dellwig, Quellenstraße 2, an der Emscherquelle (Holzwickede/12/702/7)                                            | ()          | Es handelt sich um eine ca. 160 Jahre alte und ca. 18 m hohe Rosskastanie mit einem Stammumfang von ca. 390 cm. |      |
| ND 9   | 3 Rotbuchen (Fagus sylvatica)            | Ca. 5 m südlich der Emscherquelle, am Hof Schulze-Dellwig, Quellenstraße 2 (Holzwickede/12/11)                                             | ()          | Es handelt sich um drei ca. 150 Jahre alte und bis ca. 24 m hohe Rotbuchen mit Stammumfängen von mehr als 300 cm. |      |
| ND 11  | Steinbruchwände                          | Zwischen Schloßallee und Krämersweg (Opherdicke/3/53)                                                                                      | ()          | Es handelt sich um einen geologischen Aufschluss im Sandstein des Oberkarbons, im Übergangsbereich des Flözleeren zum Flözführenden. Die geschieferten Tonstein-Zwischenmittel zeigen deutlich kohlige Substanzen und sind somit Vorboten der späteren Kohlenflözbildung. Die Festsetzung als Naturdenkmal erfolgt aus wissenschaftlichen, naturgeschichtlichen, landeskundlichen oder erdgeschichtlichen Gründen. |      |
| ND 12  | 1 Traubeneiche (Quercus petraea)         | „Overberger Feld“, ca. 3 m nordöstlich des Overberger Weges, an der Außenseite der fast rechtwinkligen Wegabknickung (Altlichtendorf/5/53) | ()          | Es handelt sich um eine ca. 160 Jahre alte und 15 m hohe Traubeneiche mit einem Stammumfang von ca. 270 cm. |      |
| ND 13  | 1 Stieleiche (Quercus robur)             | Ca. 30 m nordwestlich des Hofes Partmann, Langscheder Straße 37 (Hengsen/6/32)                                                             | ()          | Es handelt sich um eine ca. 150 Jahre alte und ca. 18 m hohe Stieleiche mit einem Stammumfang von ca. 250 cm. |      |
| ND 14  | 1 Stieleiche (Quercus robur)             | 3 m nordwestlich der Langscheder Straße, 150 m südwestlich der Einmündung der Schwerter Straße (Hengsen/7/70)                              | ()          | Es handelt sich um eine ca. 160 Jahre alte und ca. 15 m hohe Stieleiche mit einem Stammumfang von 310 cm. |      |

### Raum Schwerte
Besondere Festsetzungen für die einzelnen Naturdenkmale:
| Nummer | Bezeichnung                                                     | Lage | Koordinaten | Beschreibung/Bemerkung | Bild |
| ------ | --------------------------------------------------------------- | --- | ----------- | --- | ---- |
| ND 1   | 1 Stieleiche (Quercus robur)                                    | Auf der inneren Hoffläche des Hofes Hosang, Holzener Weg 76 (Rosen/15/199)                                                   | ()          | Es handelt sich um eine ca. 250 Jahre alte und ca. 20 m hohe Stieleiche mit einem Stammumfang von ca. 390 cm. |      |
| ND 3   | 1 Stieleiche (Quercus robur)                                    | An einer Wegkreuzung ca. 175 m westlich von Gut Kückshausen, Syburger Straße 9 (Westhofen/3/271)                             | ()          | Es handelt sich um eine ca. 200 Jahre alte und ca. 18 m hohe Stieleiche mit einem Stammumfang von ca. 390 cm. |      |
| ND 4   | 2 Eiben (Taxus baccata)                                         | Im nordöstlichen Bereich des Gebäudekomplexes Haus Ruhr, unmittelbar an der Nordseite einer Stallungswand (Wandhofen/2/1322) | ()          | Es handelt sich um zwei ca. 250 Jahre alte und ca. 8 m hohe Eiben mit Stammumfängen von ca. 205 bzw. 120 cm. Die beiden Bäume sind in 1,00 m Höhe zusammengewachsen; die Krone wirkt wie ein Baum.                                                 |      |
| ND 5   | 1 Rosskastanie (Aesculus carnea)                                | Im inneren Hofbereich des Gebäudekomplexes von Haus Ruhr (Wandhofen/2/1323)                                                  | ()          | Es handelt sich um eine ca. 250 Jahre alte und ca. 18 m hohe Rosskastanie mit einem Stammumfang von ca. 610 cm. |      |
| ND 6   | 2 Winterlinden (Tilia cordata)                                  | Nordöstlich des Buschkampweges, ca. 30 m südöstlich der Ecke Buschkampweg / Sölder Straße (Altlichtendorf/5/83)              | ()          | Es handelt sich um zwei ca. 100 Jahre alte und ca. 18 m hohe Winterlinden mit Stammumfängen von jeweils 220 cm. Beide Bäume bilden eine gemeinsame Krone und sind weithin sichtbar.                                                                |      |
| ND 8   | 1 Esche (Fraxinus excelsior)                                    | Ca. 100 m südwestlich des Gebäudekomplexes vom Hof Hohenschwerte (Altlichtendorf/4/32)                                       | ()          | Es handelt sich um eine ca. 200 Jahre alte und ca. 21 m hohe Esche mit einem Stammumfang von ca. 410 cm. |      |
| ND 9   | 1 Esche (Fraxinus excelsior)                                    | Inmitten einer Wiese, ca. 300 m südöstlich des Hofes Spaermann, Geisecke, Talstraße 51 (Geisecke/4/759)                      | ()          | Es handelt sich um eine ca. 200 Jahre alte und ca. 18 m hohe Esche mit einem Stammumfang von ca. 450 cm. |      |
| ND 10  | 1 Stieleiche (Quercus robur)                                    | Nordöstlich des Wohnhauses Gravenkamp 8, unmittelbar hinter den Garagen (Villigst/6/317)                                     | ()          | Es handelt sich um eine ca. 160 Jahre alte und ca. 22 m hohe Stieleiche mit einem Stammumfang von ca. 320 cm. |      |
| ND 11  | 2 Blutbuchen (Fagus sylvatica purpurea)                         | Ca. 20 m nordwestlich und 10 m westlich des Wohnhauses von Gut Beckhausen (Ergste/1/463)                                     | ()          | Es handelt sich um zwei ca. 140 Jahre alte und ca. 20 m hohe Blutbuchen mit Stammumfängen von ca. 310 (bzw. 320) cm. |      |
| ND 12  | 3 Stieleichen (Quercus robur)                                   | Südlich der Straße „Im Rohlande“ und östlich des Bürenbrucher Weges (Ergste/1/461)                                           | ()          | Es handelt sich um drei ca. 130 Jahre alte und ca. 15 m hohe Stieleichen mit einem Stammumfang von ca. 280 cm. |      |
| ND 13  | 2 Stieleichen (Quercus robur), 1 Traubeneiche (Quercus petraea) | An der westlichen Zufahrt zum Hof Brunnenberg, Brunnenbergshöhe 2 (Ergste/3/395)                                             | ()          | Es handelt sich um zwei ca. 150 bis 200 Jahre alte und ca. 15 bis 25 m hohe Stieleichen mit einem Stammumfang von mehr als 250 cm und 370 cm sowie um eine ca. 200 Jahre alte und ca. 20 m hohe Traubeneiche mit einem Stammumfang von ca. 370 cm. |      |
| ND 14  | 1 Stieleiche (Quercus robur)                                    | Ca. 400 m südlich des Ehrenmales in Ergste und östlich des Sembergweges oberhalb einer Böschungskante                        | ()          | Es handelt sich um eine ca. 200 Jahre alte und ca. 24 m hohe Stieleiche mit einem Stammumfang von ca. 400 cm. |      |
| ND 15  | 2 Traubeneichen (Quercus petraea)                               | Gegenüber dem Wohnhaus Sembergweg 65, ca. 3 m südlich am Wegrand gelegen (Ergste/10/33)                                      | ()          | Es handelt sich um zwei ca. 180 bis 220 Jahre alte und ca. 16 m hohe Traubeneichen mit Stammumfängen von ca. 340 (bzw. 265) cm. |      |
| ND 17  | 2 Stieleichen (Quercus robur)                                   | Auf dem Hof Grünewald, Reingsen 40, ca. 20 m westlich des Wohnhauses, ca. 8 m voneinander entfernt (Ergste/6/22)             | ()          | Es handelt sich um zwei ca. 200 Jahre alte und ca. 20 m hohe Stieleichen. |      |
| ND 18  | 1 Sommerlinde (Tilia platyphyllos)                              | Ca. 15 m westlich des Wohnhauses Brügmann in der westlichen Ortslage Reingsen (Ergste/6/36)                                  | ()          | Es handelt sich um eine ca. 160 Jahre alte und ca. 22 m hohe Sommerlinde mit einem Stammumfang von ca. 300 cm. |      |
| ND 19  | 1 Eibe (Taxus baccata)                                          | Im Garten ca. 15 m südlich der Hoflage Gut Böckelühr, Reingsen 10 (Ergste/7/5)                                               | ()          | Es handelt sich um eine ca. 280 Jahre alte und ca. 9 m hohe Eibe mit einem Stammumfang von ca. 200 cm. |      |

### Raum Fröndenberg
Besondere Festsetzungen für die einzelnen Naturdenkmale:
| Nummer | Bezeichnung                   | Lage                                                                                     | Koordinaten | Beschreibung/Bemerkung                                                                                             | Bild |
| ------ | ----------------------------- | ---------------------------------------------------------------------------------------- | ----------- | --- | ---- |
| ND 2   | 1 Stieleiche (Quercus robur)  | ca. 140 m südlich des Hofes Böhle auf der Südseite des Wirtschaftsweges (Altendorf/3/23) | ()          | Es handelt sich um eine ca. 250 Jahre alte und ca. 18 m hohe Stieleiche mit einem Stammumfang von ca. 380 cm.      |      |
| ND 8   | 2 Stieleichen (Quercus robur) | Südlich des Stentroper Weges, unmittelbar westlich eines Wohnhauses (Warmen/6/52)        | ()          | Es handelt sich um zwei ca. 250 Jahre alte und ca. 25 m hohe Stieleichen mit Stammumfängen von jeweils ca. 400 cm. |      |

### Raum Unna
Besondere Festsetzungen für die einzelnen Naturdenkmale:
| Nummer | Bezeichnung                                         | Lage | Koordinaten | Beschreibung/Bemerkung | Bild |
| ------ | --------------------------------------------------- | --- | ----------- | --- | ---- |
| ND 1   | 1 Stieleiche (Quercus robur)                        | unmittelbar nördlich der Karlstraße, innerhalb der Straßenböschung, ca. 200 m nordöstlich der Massener Mühle und ca. 12 m östlich der Einmündung eines Wanderweges (Massen/7/286) | ()          | Es handelt sich um eine ca. 150 Jahre alte und ca. 18 m hohe Eiche mit einem Stammumfang von ca. 340 cm. |      |
| ND 2   | 1 Stieleiche (Quercus robur)                        | am Westufer des Massener Baches, ca. 35 m nördlich der Gartenstraße (Massen/18/1538)                                                                                              | ()          | Es handelt sich um eine ca. 250 Jahre alte und ca. 32 m hohe Stieleiche mit einem Stammumfang von ca. 660 cm. Ein besonders imposanter und mächtiger Baum im Stadtgebiet.                                     |      |
| ND 3   | 1 Stieleiche (Quercus robur)                        | 12 m westlich der nordwestlichen Gebäudeecke des Wohnhauses Massener Bahnhofstraße 8 (Massen/18/1379)                                                                             | ()          | Es handelt sich um eine ca. 140 Jahre alte und ca. 24 m hohe Stieleiche mit einem Stammumfang von ca. 330 cm.                                                                                                 |      |
| ND 4   | 4 Eiben (Taxus baccata)                             | in der Nordwestecke des Gartens Kletterstraße 21, östlich der Nordstraße (Massen/18/1540)                                                                                         | ()          | Es handelt sich um vier ineinander verwachsene Eiben in einer Gesamtbreite von ca. 10 m und einer Höhe von ca. 6 m.                                                                                           |      |
| ND 5   | 1 Stieleiche (Quercus robur)                        | ca. 8 m westlich des Zufahrtsweges am Hof Krückmann, Hallohweg 13, ca. 100 m nördlich des Hallohweges (Afferde/3/1,20/3)                                                          | ()          | Es handelt sich um eine ca. 180 Jahre alte und ca. 24 m hohe Stieleiche mit einem Stammumfang von ca. 420 cm.                                                                                                 |      |
| ND 6   | 1 Stieleichengruppe mit neun Bäumen (Quercus robur) | ca. 220 m südlich des Hallohweges, in einer Grünlandfläche zwischen A1 und Kamener Straße (Afferde/4/308)                                                                         | ()          | Es handelt sich um eine Baumgruppe, deren Einzelbäume etwa zwischen 70 und 160 Jahre alt sind. Ihr Stammumfang variiert zwischen 70 cm und 400 cm. Die Bäume weisen Kronenschluss auf und sind ca. 25 m hoch. |      |
| ND 7   | 1 Stieleiche (Quercus robur)                        | ca. 400 m westlich des Hofes Borgmühl, Borgmühl 42, unmittelbar auf der Ostseite der Schwertlacke (Uelzen/1/85/14)                                                                | ()          | Es handelt sich um eine ca. 180 Jahre alte und ca. 27 m hohe Stieleiche mit einem Stammumfang von ca. 350 cm. Der Baum ist Bestandteil einer Hecke.                                                           |      |
| ND 8   | 1 Stieleiche (Quercus robur)                        | ca. 320 m südlich der Gräfte des ehemaligen Haus Heide, nördlich der ehemaligen Bahnlinie Unna-Königsborn–Welver, solitär auf Wiese stehend (Uelzen/4/63)                         | ()          | Es handelt sich um eine ca. 200 Jahre alte und ca. 23 m hohe Stieleiche mit einem Stammumfang von ca. 400 cm.                                                                                                 |      |
| ND 9   | 1 Rosskastanie (Aesculus hippocastanum)             | ca. 170 m südlich der Gräfte des ehemaligen Haus Heide, unmittelbar südwestlich einer Bachbrücke (Uelzen/4/64)                                                                    | ()          | Es handelt sich um eine ca. 180 Jahre alte und ca. 28 m hohe Rosskastanie mit einem Stammumfang von ca. 400 cm.                                                                                               |      |
| ND 11  | 1 Platane (Platanus acerifolia)                     | ca. 150 m südöstlich der Gräfte des ehemaligen Haus Heide, ca. 60 m südöstlich des Wanderweges (Uelzen/4/57)                                                                      | ()          | Es handelt sich um eine ca. 250 Jahre alte und ca. 30 m hohe Platane mit einem Stammumfang von ca. 530 cm. |      |
| ND 12  | 1 Blutbuche (Fagus sylvatica Atropunicea)           | ca. 80 m südöstlich der Gräfte des ehemaligen Haus Heide, direkt am Wanderweg (Uelzen/4/57)                                                                                       | ()          | Es handelt sich um eine ca. 200 Jahre alte und ca. 25 m hohe Blutbuche mit einem Stammumfang von ca. 600 cm. Dieser Baum ist knorrig gewachsen und sehr selten in dieser Ausprägung und Größe zu sehen.       |      |
| ND 13  | 1 Platane (Platanus acerifolia)                     | ca. 100 m südöstlich der Gräfte des ehemaligen Haus Heide, ca. 20 m südöstlich des Wanderweges (Uelzen/4/57)                                                                      | ()          | Es handelt sich um eine ca. 250 Jahre alte und ca. 40 m hohe Platane mit einem Stammumfang von ca. 675 cm. Der Baum wirkt gigantisch und ist sehr selten in dieser Ausprägung und Größe zu sehen.             |      |
| ND 14  | 1 Stieleiche (Quercus robur)                        | ca. 180 m östlich der Hammer Straße und ca. 230 m nördlich Hof Döring, Hammer Straße 195, südöstlich eines Wirtschaftsweges (Unna/42/171)                                         | ()          | Es handelt sich um eine ca. 250 Jahre alte und ca. 22 m hohe Stieleiche mit einem Stammumfang von ca. 500 cm.                                                                                                 |      |
| ND 15  | 1 Stieleiche (Quercus robur)                        | ca. 350 m nördlich der Straße „Vor dem Holz“, ca. 450 m östlich der Dorfstraße, am östlichen Ufer eines Entwässerungsgrabens (Stockum/9/10)                                       | ()          | Es handelt sich um eine ca. 120 Jahre alte und ca. 18 m hohe Stieleiche mit einem Stammumfang von ca. 300 cm. Der Baum steht isoliert in der offenen Feldflur und ist damit weithin wahrnehmbar.              |      |
| ND 16  | 1 Stieleiche (Quercus robur)                        | auf dem Hof Steinen Nr. 9, 8 m westlich des Wohnhauses (Hemmerde/9/13) | ()          | Es handelt sich um eine ca. 280 Jahre alte (Baujahr Wohnhaus 1719) und ca. 30 m hohe Stieleiche mit einem Stammumfang von ca. 450 cm.                                                                         |      |
| ND 17  | 1 Stieleiche (Quercus robur)                        | östlich von Steinen, an der Ostseite eines kleinen Friedhofes, auf einer Wiese stehend (Hemmerde/3/108)                                                                           | ()          | Es handelt sich um eine ca. 200 Jahre alte und ca. 25 m hohe Stieleiche mit einem Stammumfang von ca. 400 cm. Die Krone weist einen Durchmesser von ca. 18 m auf.                                             |      |
| ND 19  | 1 Stieleiche (Quercus robur)                        | ca. 90 m südlich der Autobahn A44 und ca. 80 m westlich der Hemmerder Dorfstraße, nördlich des Anwesens Hausnr. 7 (Hemmerde/6/273)                                                | ()          | Es handelt sich um eine ca. 150 Jahre alte und ca. 22 m hohe Stieleiche mit einem Stammumfang von ca. 370 cm. Die Krone dieser solitär stehenden Eiche ist etwa 18 m breit.                                   |      |
| ND 21  | 1 Winterlinde (Tilia cordata)                       | ca. 80 m südlich der Autobahnbrücke A 44 und ca. 50 m westlich des Lünerner Baches (Mühlhausen/3/408)                                                                             | ()          | Es handelt sich um eine ca. 200 Jahre alte und ca. 29 m hohe Linde mit einem Stammumfang von ca. 430 cm. |      |
| ND 24  | 1 Rotbuche (Fagus sylvatica)                        | gegenüber dem Haus Massener Heide Nr. 12, ca. 60 m östlich des Liedbaches auf einer Geländeböschung (Massen/8/100)                                                                | ()          | Es handelt sich um eine ca. 200 Jahre alte und ca. 20 m hohe Rotbuche mit einem Stammumfang von ca. 620 cm.                                                                                                   |      |

## Naturdenkmale im Innenbereich
Aufzufinden auf der Karte des GeoService.kreis-unna:
Zustimmung Nutzungsbedingungen und händische Einstellungen erforderlich:
Kartensteuerung: Natur & Landschaft
Kartenebene: Schutzgebiete und -objekte, Kreis Unna
Naturdenkmale im Innenbereich